# Źródła arabskie do dziejów Słowiańszczyzny
Źródła arabskie do dziejów Słowiańszczyzny – seria źródłowa tekstów arabskich z dołączonym przekładem na język polski. Dotyczą one ziem polskich w okresie średniowiecza do roku 1000.
Tom 1 zawiera fragmenty dzieł następujących osób: Al-Achtal (640–710), Muhammad ibn Musa al-Chuwarizmi (780–850), Ibn Hurdadbech, Al-Dżahiz (775–868), Al-Farghani (790–860), Ibn Kutajba, Al-Balazuri (900–892), Al-Jakubi. Tom 2, cz. 1: Ibn al Fakih, Ibn as-Sagir, Ibn Wahsija. Tom 2, cz. 2: Ibn Rosteh. Tom 3 zawiera opis podróży poselstwa Ahmada ibn Fadlana z dzieła Kitāb lub Risāla.